# Les Âmes sœurs (film)
Pour les articles homonymes, voir Les Âmes sœurs.
Pour plus de détails, voir Fiche technique et Distribution.
Les Âmes sœurs est un film dramatique français réalisé par André Téchiné, sorti en 2023.

## Synopsis
Les liens complexes entre le frère, soldat revenu blessé et amnésique de la guerre au Mali, et sa sœur qui l'accueille chez elle en Ariège.

## Fiche technique
Sauf indication contraire, les informations mentionnées dans cette section peuvent être confirmées par les bases de données cinématographiques IMDb et Allociné,  présentes dans la section « Liens externes ».
- Titre original : Les Âmes sœurs
- Réalisation : André Téchiné
- Scénario : André Téchiné et Cédric Anger
- Musique : Mathieu Lamboley, Astrid Gomez-Montoya et Rebecca Delannet
- Décors : Carlos Conti
- Costumes : Khadija Zeggaï
- Photographie : Georges Lechaptois
- Montage : Albertine Lastera
- Son : Loïc Prian, Vincent Goujon et Cyril Holtz
- Production : Olivier Delbosc
  - Production exécutive : Christine de Jekel
- Sociétés de production : Arte France Cinéma, Legato Films et Curiosa Films
- Société de distribution : Ad Vitam Distribution (France)
- Pays de production :  France
- Langue originale : français
- Format : couleur — 2,35:1
- Genre : drame
- Durée : 100 minutes
- Dates de sortie :
  - France : 12 avril 2023

## Distribution
Sauf indication contraire ou complémentaire, les informations mentionnées dans cette section proviennent du générique de fin de l'œuvre audiovisuelle présentée ici.
- Benjamin Voisin : David Faber
- Noémie Merlant : Jeanne
- Audrey Dana : Rachel
- André Marcon : Marcel
- Sya Rachedi : Nadja
- Alexis Loret : Dr Fanch-Tanguy
- Mama Prassinos : la femme militaire
- Jean Fornerod : Bruno Vogel
- Stéphane Bak : Franck Dawaga

## Production

### Tournage
Le film est notamment tourné dans le Pays de Sault (Camurac, les gorges du Rébenty) et dans la haute vallée de l'Ariège (Orgeix...), où il a été présenté en avant-première fin mars 2023 à Ax-les-Thermes.

## Sortie

### Accueil critique
En France, le site Allociné propose une moyenne de 3,6⁄5, à partir de l'interprétation de 27 critiques de presse.